# Muhi Sándor
Muhi Sándor (Szatmárnémeti, 1945. május 28. –) erdélyi magyar grafikus, művészeti közíró, helytörténész, gimnáziumi rajztanár, főiskolán, majd egyetemen óraadó. Mohy Sándor unokaöccse.

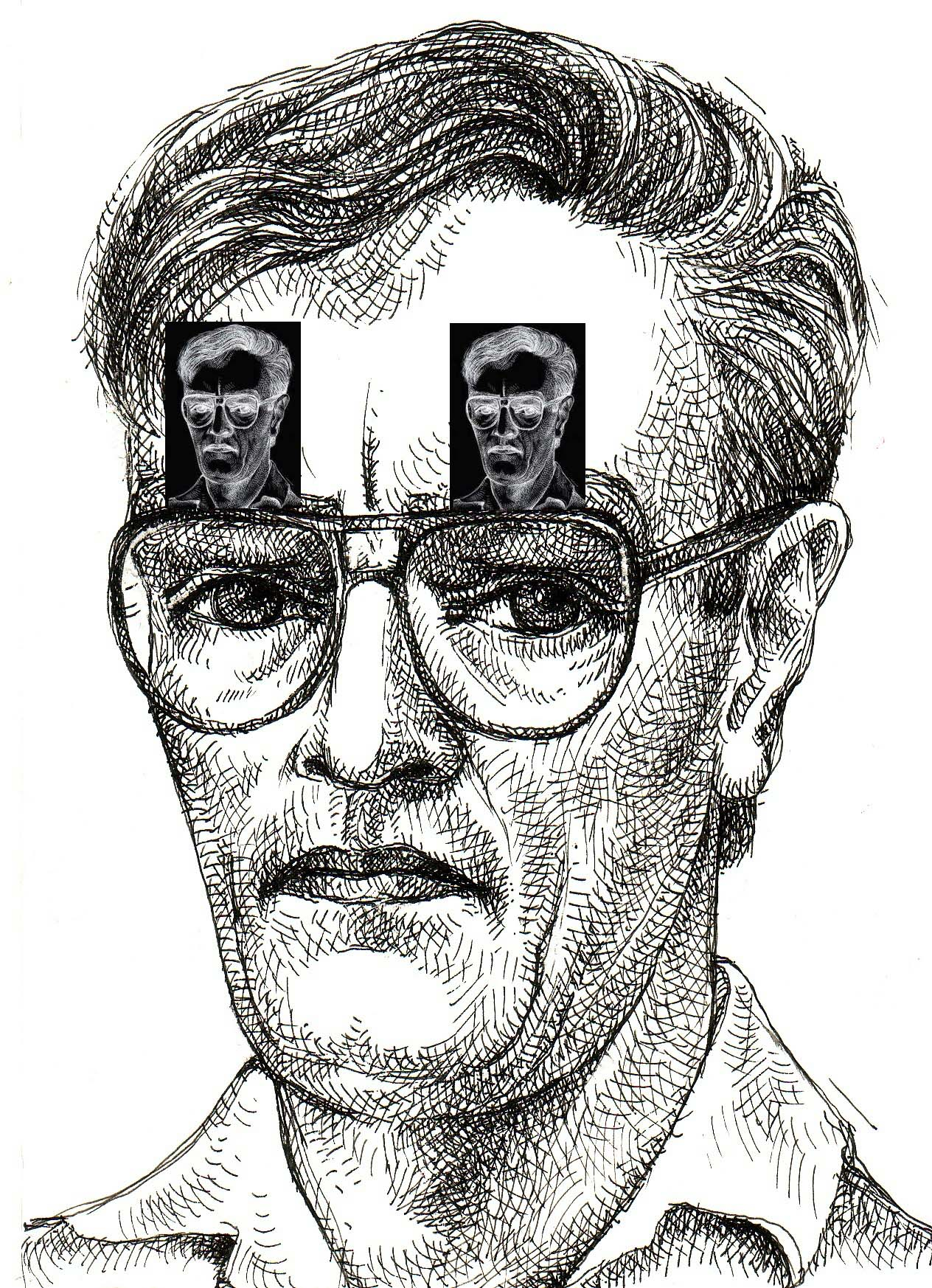
Önarckép, 1994

## Életpályája
Elemi iskolai tanulmányait szülővárosában végezte, ugyanitt tanult tovább, a Magyar Líceumban. 
Szakmai tanulmányait a Kolozsvári Pedagógiai Intézet képzőművészeti fakultásán végezte, ahol 1966-ban diplomázott, 1982-ben pedig a bukaresti Nicolae Grigorescu Képzőművészeti Akadémián is diplomát szerzett.
1968 óta rendszeresen részt vesz a szatmári képzőművészek kiállításain, országos grafikai tárlatokon, később a Barabás Miklós Céh kiállításain. 14 egyéni kiállítást rendezett Szatmáron, Bukarestben Nagykárolyban, Csengerben, Vásárosnaményban, számos külföldi csoportos kiállításon állított ki, Lengyelországban, Németországban, Hollandiában, Magyarországon. A magyarországi Hejcei Nemzetközi Alkotótábor örökös tagja, 1992 óta vesz részt a tábor tevékenységében, kiállításain.
Tagja a Romániai Képzőművészek Szövetségének valamint a Barabás Miklós Céhnek, az UAP Szatmári Fiókjának vezetőségi tagja. Több száz munkájának reprodukcióit hazai és külföldi lapok, folyóiratok közölték. 
Könyvek, tankönyvek, albumok, kismonográfiák, képzőművészeti, módszertani, helytörténeti témájú CD-k szerzője, több tucat cikksorozatot, számos tanulmányt, több száz cikket, jegyzetet, tárlatkrónikát, műkritikai írást közölt különböző lapokban, folyóiratokban. Hazai és külföldi lapok, folyóiratok, időszakos kiadványok rendszeres munkatársa.
1997 és 2008 között felmérte a Szatmári római katolikus egyházmegye képzőművészeti  értékeit, valamint a püspöki képtár anyagát, ezekről átfogó tanulmányt készített (kéziratban és elektronikus változatban a püspökségen). A Scriptor Alapítvány Kuratóriumának, a Szatmári Római Katolikus Püspökség Történelmi Bizottságának a tagja.
1984-ben egyes tanári fokozatot szerzett. A Kölcsey Ferenc Főgimnáziumban, illetve a Babeș–Bolyai Tudományegyetem kihelyezett pedagógiai szakán tanított rajzot, módszertant, művészettörténetet. 1990-től egyes fokozatú tudományos dolgozatok, diplomamunkák, államvizsga dolgozatok szakmai irányítója és szakfelügyeleti feladatokat is ellátott. Tagja a Romániai Magyar Pedagógusok Szövetsége Tudományos Tanácsának. 
2009-ben vonult nyugállományba, a Babeș–Bolyai Tudományegyetem pedagógiai szakán továbbra is tanít.
Eddigi pályafutását áttekintve elmondható, hogy az 1990 előtti évtizedek (nyilvánvalóan a diktatúra miatt elsősorban) a tanítás, az adatgyűjtés, a felkészülés jegyében teltek, igazi kibontakozása, megjelenése, bemutatkozása, hatása az 1990-es és a 2000-es évekre tehető.

## Szerepe a kulturális közéletben 1989 óta
Az 1989-es romániai forradalmat követő két évtizedben és napjainkban is mint kiállító művész, mint kiállítások megnyitója és kalauza, mint művészeti író, mint helytörténeti és képzőművészeti kötetek közreadója és mint pedagógus nagy szerepet játszik a kisebbségben élő magyarság kultúrájának megismertetésében.
1995 májusában ötvenedik születésnapja tiszteletére tusrajzaiból, linómetszeteiből nyílt kiállítás Szatmárnémetiben, a főtéri Vécsey házban levő Művészeti Múzeumban. 1996 októberében az újra megalapított Barabás Miklós Céh rendezett nagyszabású kiállítást Kolozsvárott a Bethlen Kata Diakóniai Központban, ahol 42 képzőművész, köztük Muhi Sándor grafikáit tekinthették meg az érdeklődők.
1999. július 17-én véndiák-találkozót tartottak Szatmárnémetiben, a Kölcsey Ferenc Kollégiumban, itt Muhi Sándor portré-sorozatának harmadik részét mutatta be, köztük Acsády Ignác, Bánhidi Antal, Gellért Sándor, Kölcsey Ferenc, Reizer Pál és más szatmári tájhoz kapcsolódó jeles személyiségek arcképeit.
2000 márciusában Muhi Sándor és Debreczeni Éva szerkesztésében Egy évtized eseménykrónikája (1990-2000) címen jelent meg összeállítás a Szatmári Friss Újság cikkei nyomán, Szatmárnémeti és vidéke értékes kordokumentuma egy kötetben.
Muhi Sándor azok közé tartozik, akik számon tartják a Szatmárnémetiben élt képzőművészeket, akik a későbbiekben, főleg a Ceaușescu-diktatúra elől menekülve, Németországban, Svájcban, Svédországban, az Amerikai Egyesült Államokban vagy éppen az anyaországban telepedtek meg. A diktatúra bukása után a hazaiak szorgalmazása közepette gyakran kiállították műveiket otthon, Erdélyben, ilyenformán 1989 után gyakoriak voltak Szatmárnémetiben és Erdély többi településein a „nemzetközi” kiállítások.
Nagy feltűnést keltett Muhi Sándor Szatmárnémeti római katolikus templomai című kötete, melyhez a képeket Murvai György fotóművész készítette. „Azt kívánom e könyv olvasóinak, hogy ha forgatják lapjait és gyönyörködnek azok szövegein és képein, érzékeny füllel hallják meg a kövek Istent dicsérő énekét is” – olvasható Reizer Pál püspök úr előszavában. Ezen szatmárnémeti római katolikus templomokat bemutató album után 2002-ben jelent meg a sorozat második kötete, amely a Szatmári római katolikus egyházmegye Nagykároly I. számú esperesi kerületének templomait ismerteti, a szerző ezúttal is Muhi Sándor, a fotóművész szintén Murvai György. Mindkét kötet Reizer Pál megyés püspök védnöksége alatt készült.
2001. július 14-re a X. Véndiák találkozó tiszteletére kiállítást rendezett Muhi Sándor, a Kölcsey Gimnázium igazgatója, a kiállítás anyagát a korábbi kilenc találkozó dokumentumaiból és fényképeiből állította össze.
2002-ben megjelent Bura László és Póti István szerkesztésében Szatmárnémeti kialakulása és fejlődése című jeles helytörténeti monográfia, melyben a képzőművészeti fejezetek Muhi Sándor munkáját dicsérik.
2003-ban jelent meg Szatmárnémetiről (Szatmárnémeti Városismertető) szóló kötetének 2. javított, bővített kiadása, amely mind a tanulás, mind a turizmus érdekeit kitűnően szolgálja, a szó legnemesebb értelmében tudományos népszerűsítő kötet.
2004-ben jelent meg Muhi Sándor Képzőművészeti élet Szatmáron című kismonográfiája, mely „a szatmári képzőművészetet bemutató eddigi legátfogóbb kiadvány. Olyan, nevek, adatok, időpontok sokaságát tartalmazó könyv ez, amelynek figyelembevétele nélkül ezt követően nem írhat senki a szatmári képzőművészet múltjáról és jelenéről.”
2005 májusában a hatvanéves Muhi Sándor grafikai kiállítása eseményszámba ment Szatmárnémetiben, hiszen Erdős I. Pál óta ő a legszemélyesebb hangú és látásmódú grafikus ezen a vidéken.
„A szerzőt korábbi művei ösztönözték arra, hogy fókuszáljon a szobrokra és emléktáblákra, és ezáltal mint a közösség tagja tovább viszi a régi szatmári közösség értékrendjét” – mondta Bura László Muhi Sándor Szatmári szobrok, emléktáblák c. kötetének bemutatóján (Szatmárnémeti, Északi Színház Szivárványterme, 2010. december 3.) A szobrok és emléktáblák kapcsán történelmet is írt a szerző, hiszen a köztéri szobrok sorsának feltárásakor ez megkerülhetetlen, mivel e műfaj erősen kötődik az aktuális politikai kurzusokhoz, politikai eseményekhez (háborúk, forradalmak).
Grafikáit őrzik a szatmári, nagykárolyi, székelykeresztúri múzeumok, és számos hazai és külföldi magángyűjtemény. Művészeti írásai, kötetei hozzáférhetők romániai, magyarországi közkönyvtárak és egyházi könyvtárak állományában.

## Jelentősége
Érdeme szülővárosának, Szatmárnémeti és vidéke magyar képzőművészeti emlékeinek számbavétele, gyarapítása. 207 magyar közéleti, tudós vagy művészember portréját rajzolta meg az 1990-es években, azokét, akik Szatmár és vidékén születtek, vagy érdemi kapcsolatba kerültek e területtel, vagy itt éltek. Ezen portrékat a magyar nyelvű wikipédia rendelkezésére bocsátotta szabad licenc alatt, valamennyit, akikről már volt szócikk, hasznosítottuk, s így teszünk a továbbiakban is. A magyar tudomány és kultúra iránti önzetlen elkötelezettsége és eredményessége mind grafikáiban, mind könyveiben kézzelfogható. Mindeközben nyitott a romániai, magyarországi, európai, egyáltalán az egyetemes emberi értékekre. A szülőföld iránti hűség és az európaiság, a kettős állampolgárság (romániai és magyarországi) nem jelent ellentmondást az életében és a munkásságában.

## Arcképcsarnokából

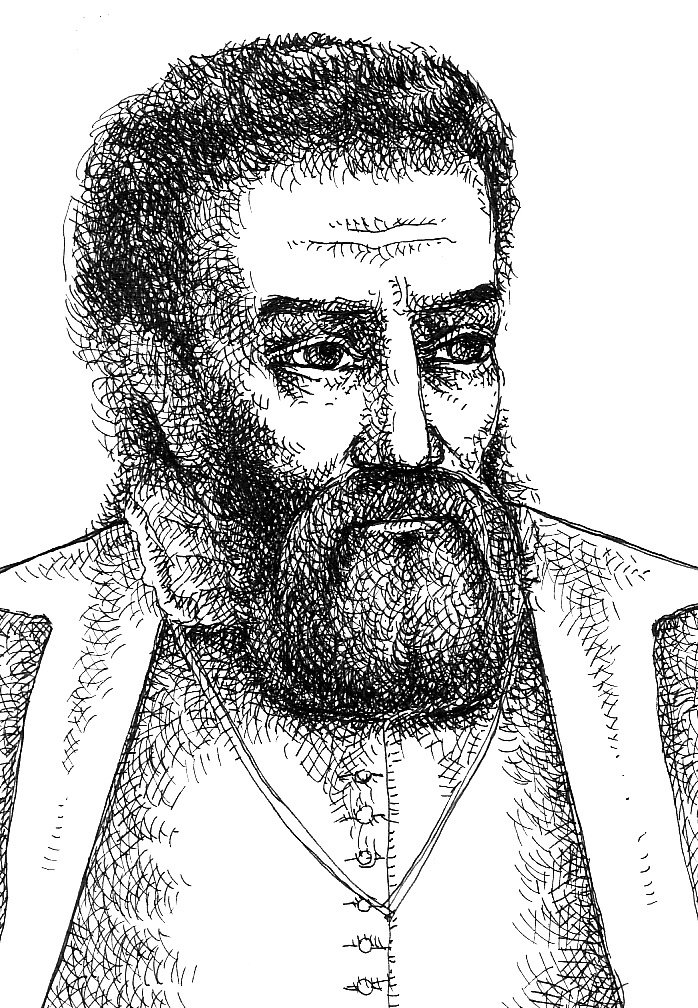
Ilosvai Selymes Péter énekszerző
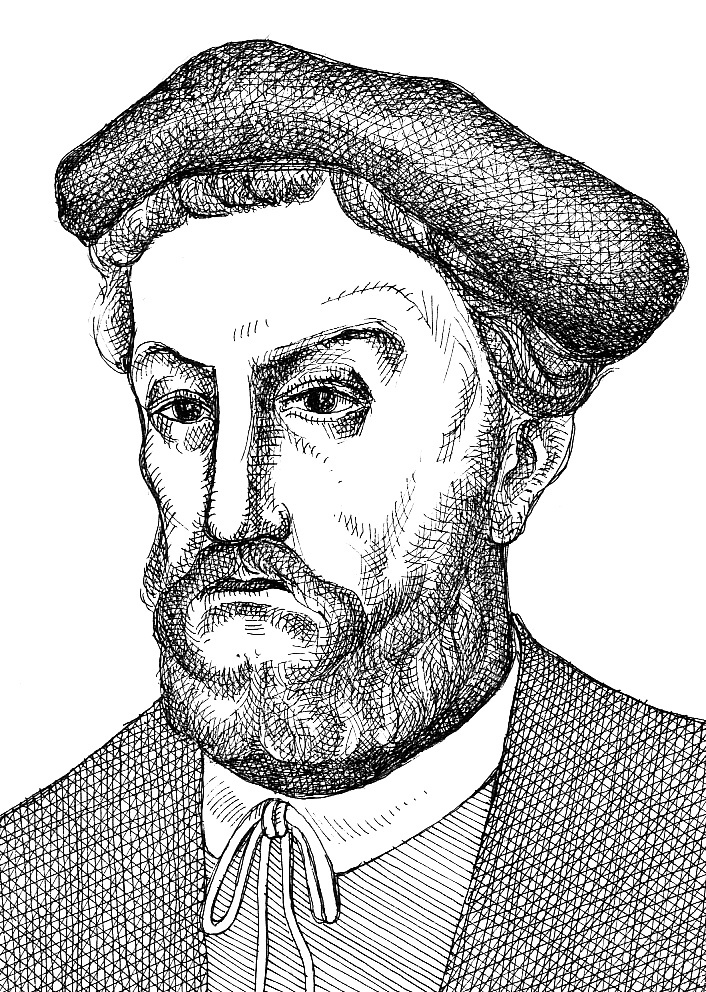
Misztótfalusi Kis Miklós nyomdász és író
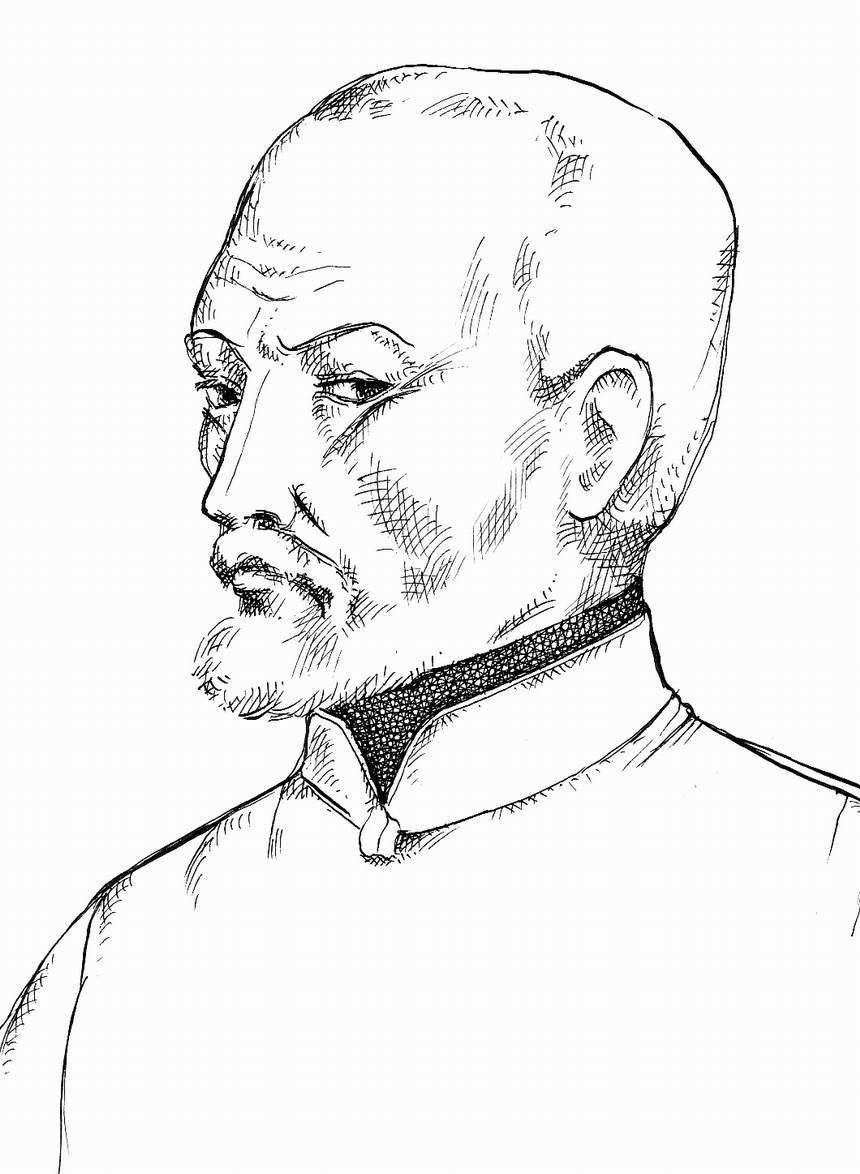
Bem József honvédtábornok
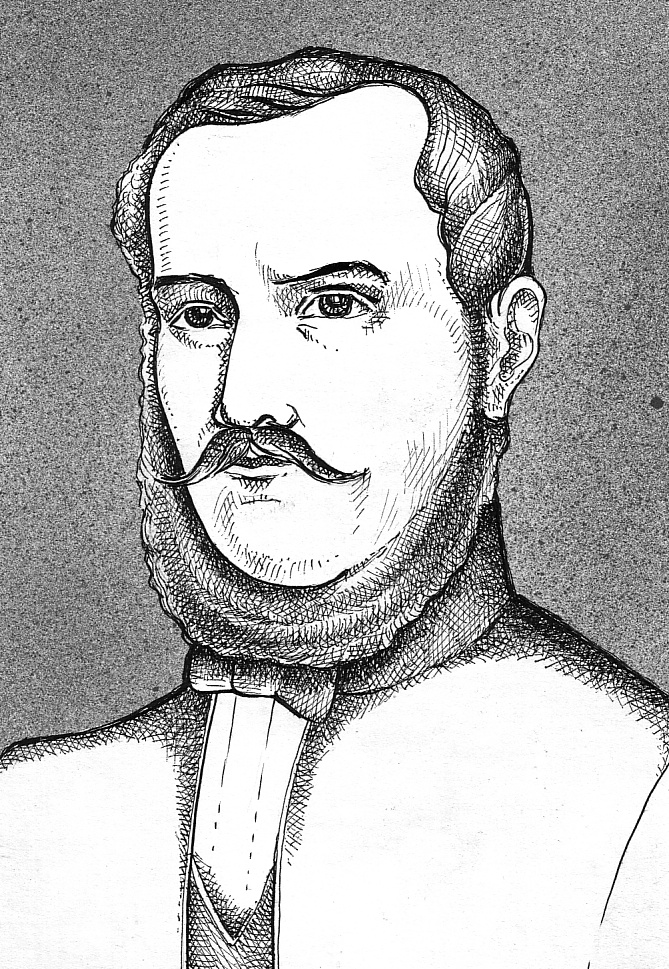
Pap Endre jogász, költő, műfordító
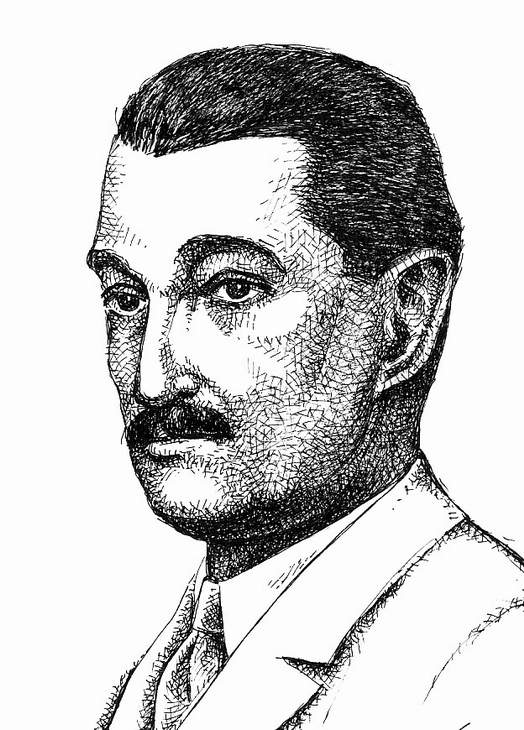
Lükő Béla kórházalapító sebészorvos Szatmáron
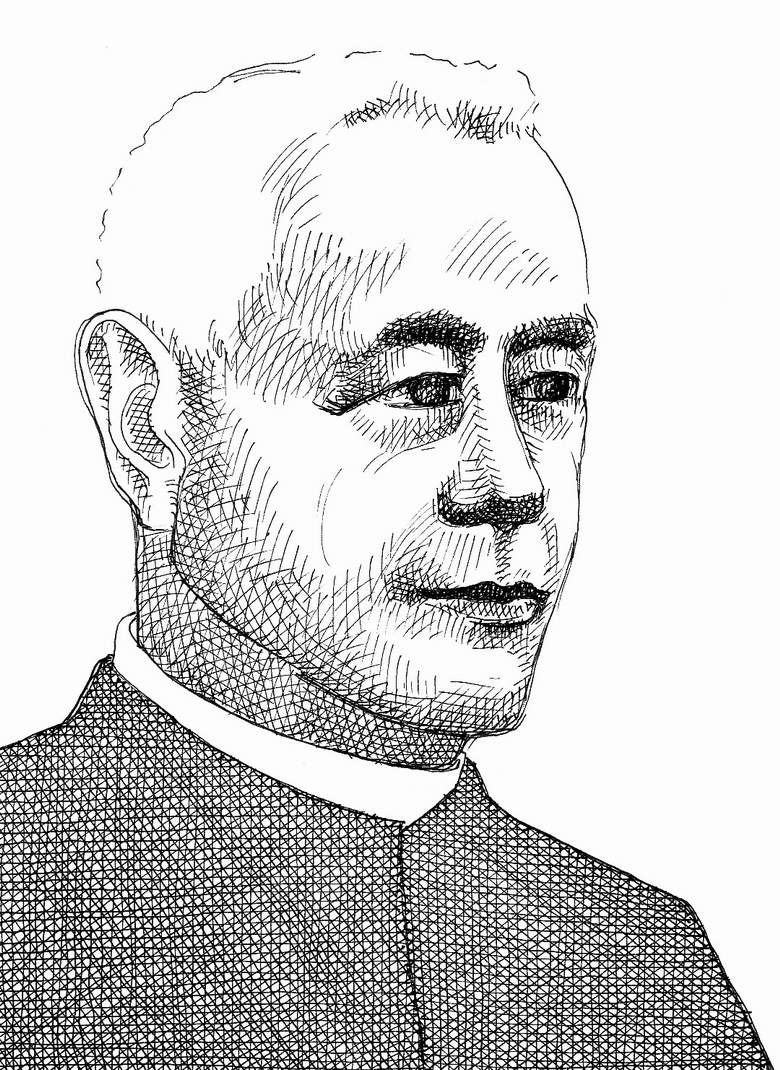
Bagossy Bertalan erdélyi magyar plébános és helytörténész
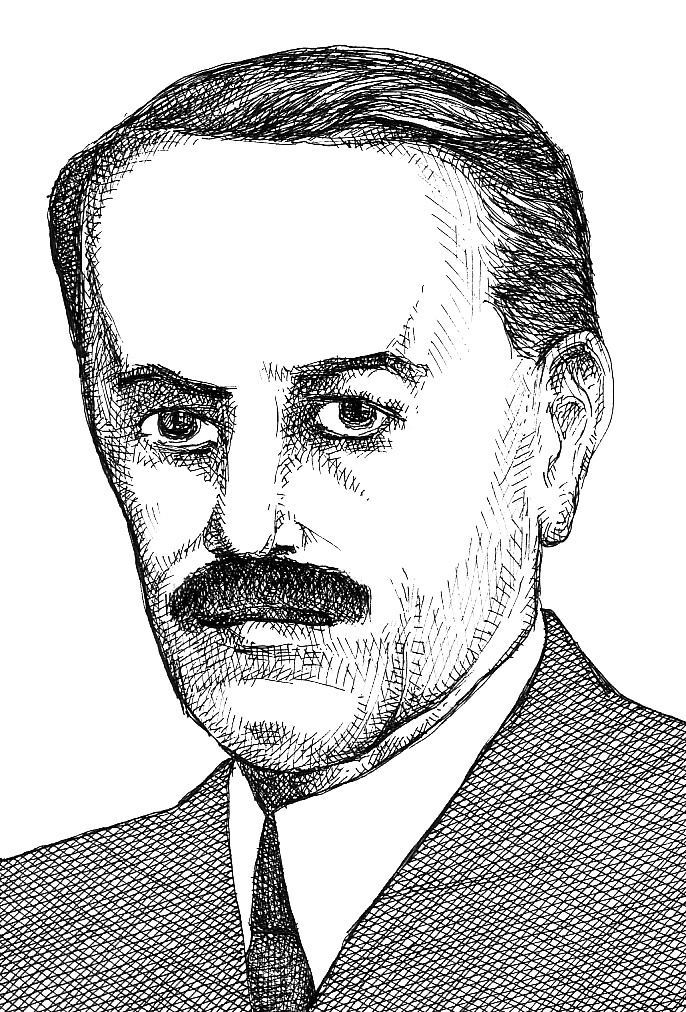
Jakabffy Elemér közíró, politikus
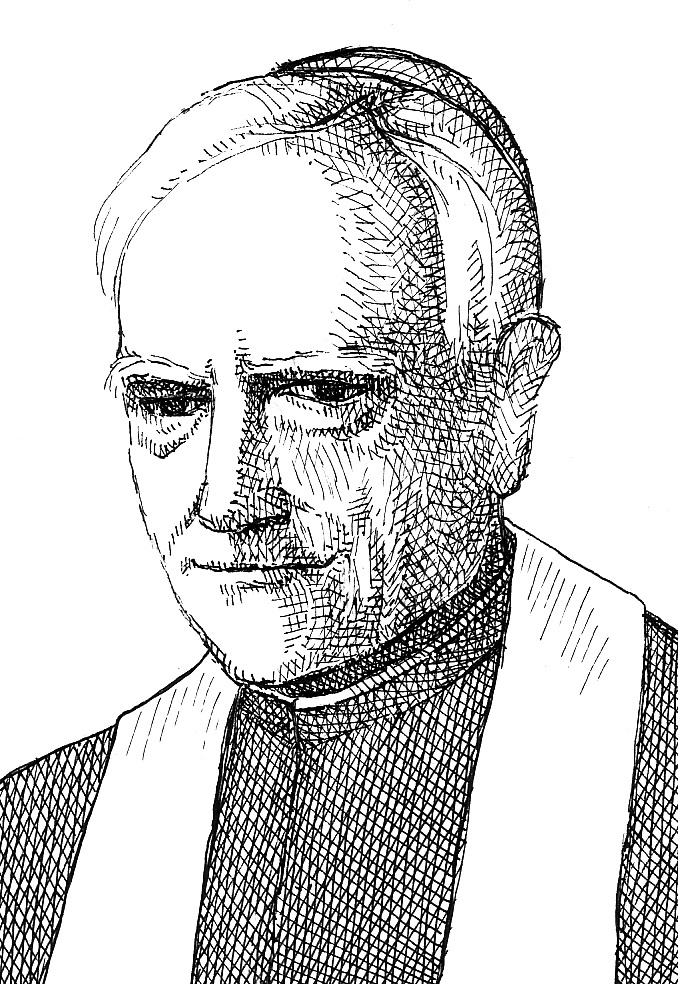
Márton Áron római katolikus püspök
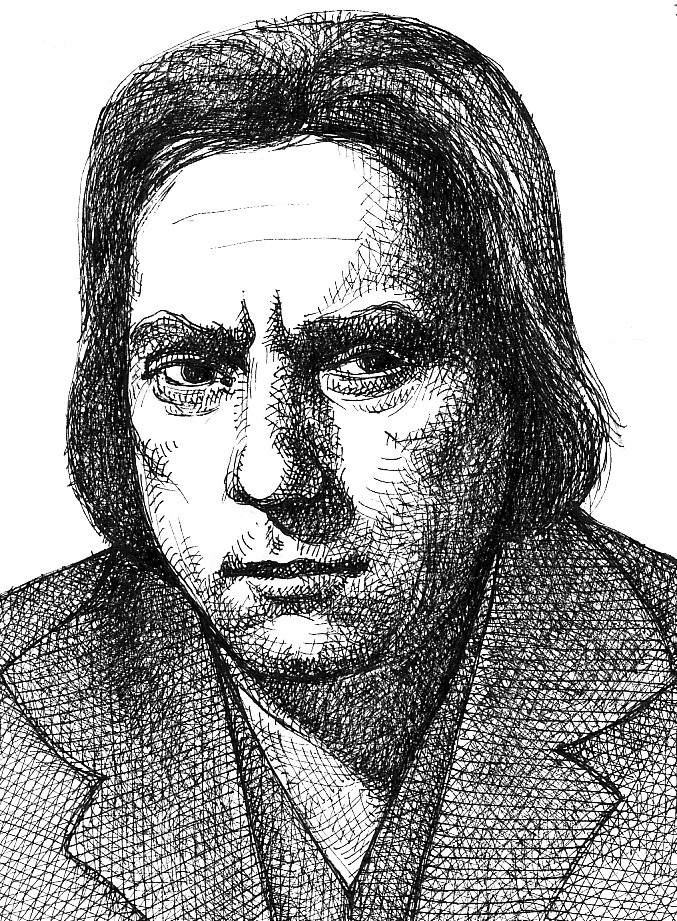
Páskándi Géza író, költő, MMA-tag
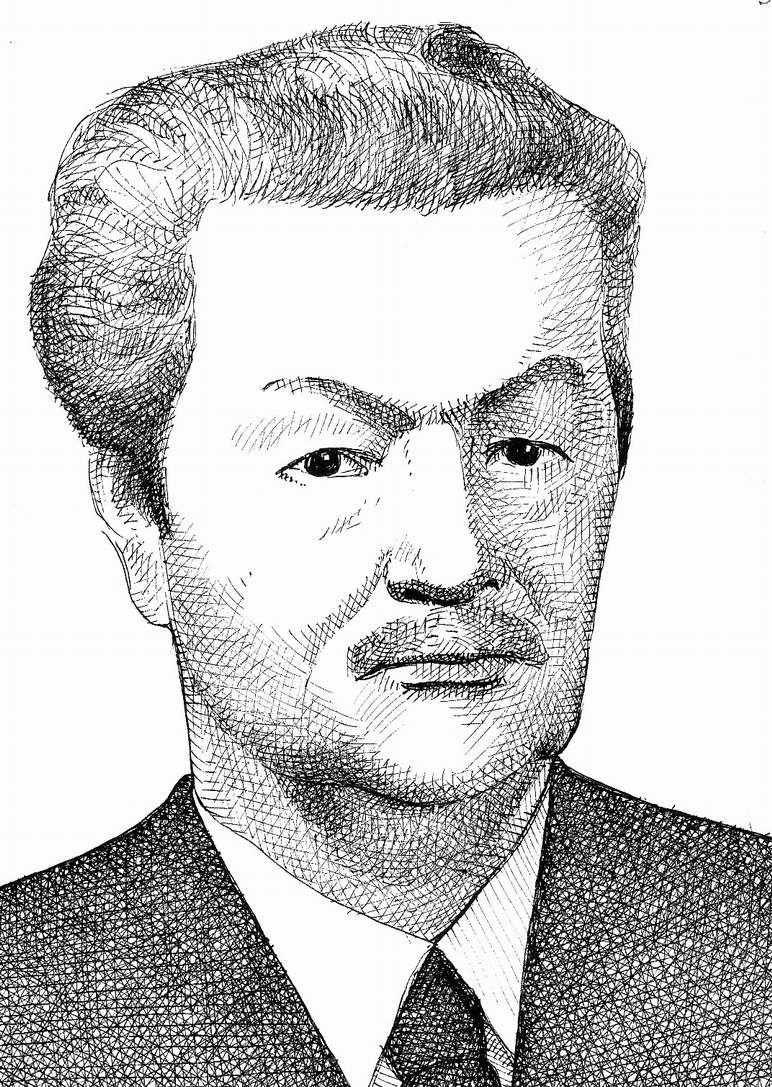
Csipler Sándor vívóedző

## Kiállításai (válogatás)
- Szatmárnémeti: 1969, 1971, 1973, 1975, 1984, 1992, 1993, 1995, 1999, 2005
- Bukarest: 1974
- Vásárosnamény: Szatmári Ágnessel, 1990
- Csenger: 1993
- Nagykároly: 1996
- 1968 óta rendszeresen részt vesz a Szatmár megyei tárlatokon, a szatmári művészek hazai és külföldi kiállításain, hazai és nemzetközi grafikai biennálékon, karikatúraszalonokon, a Barabás Miklós Céh tárlatain, stb.
- 1992-től részt vesz a Hejcei Nemzetközi Alkotótábor tevékenységében és kiállításain.

## Grafikák

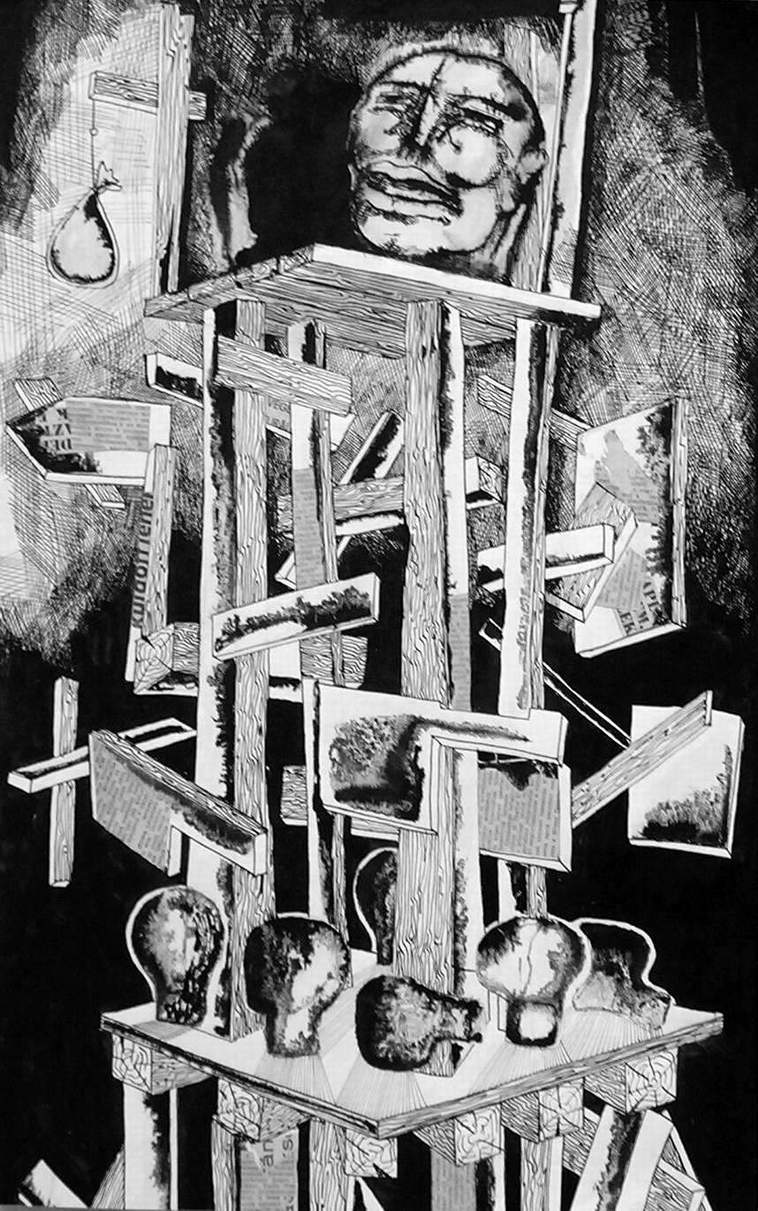
Diktatúra (tus, kollázs, 1969)
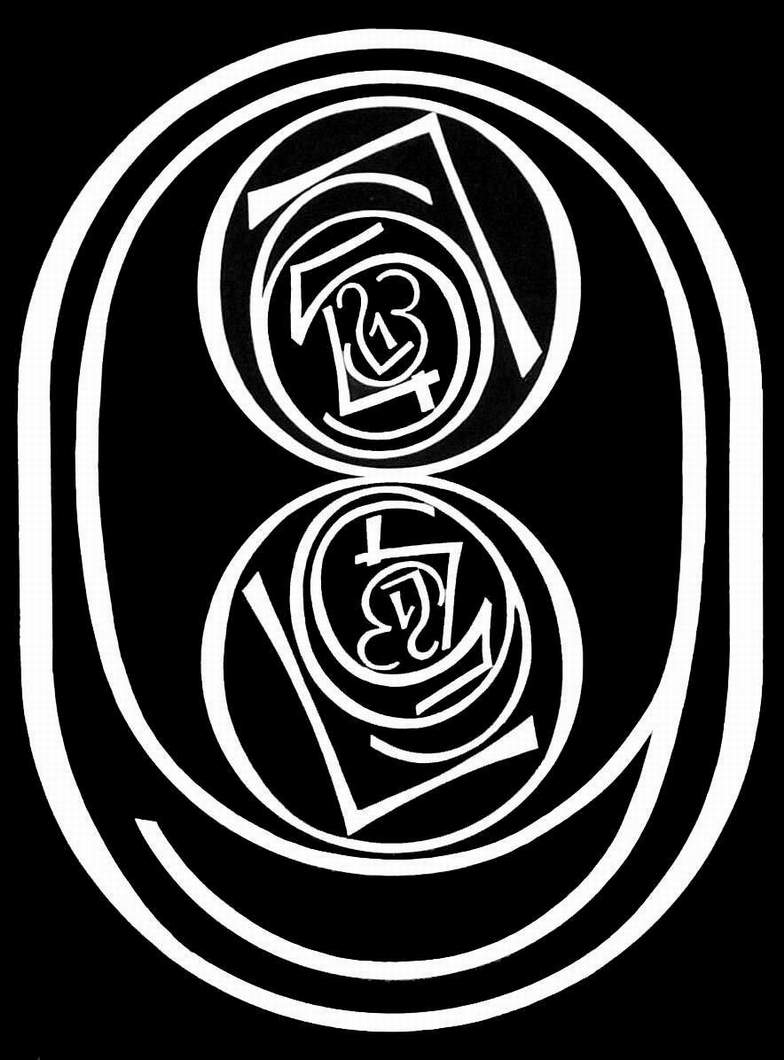
Visszaszámlálás (tus, 1971)
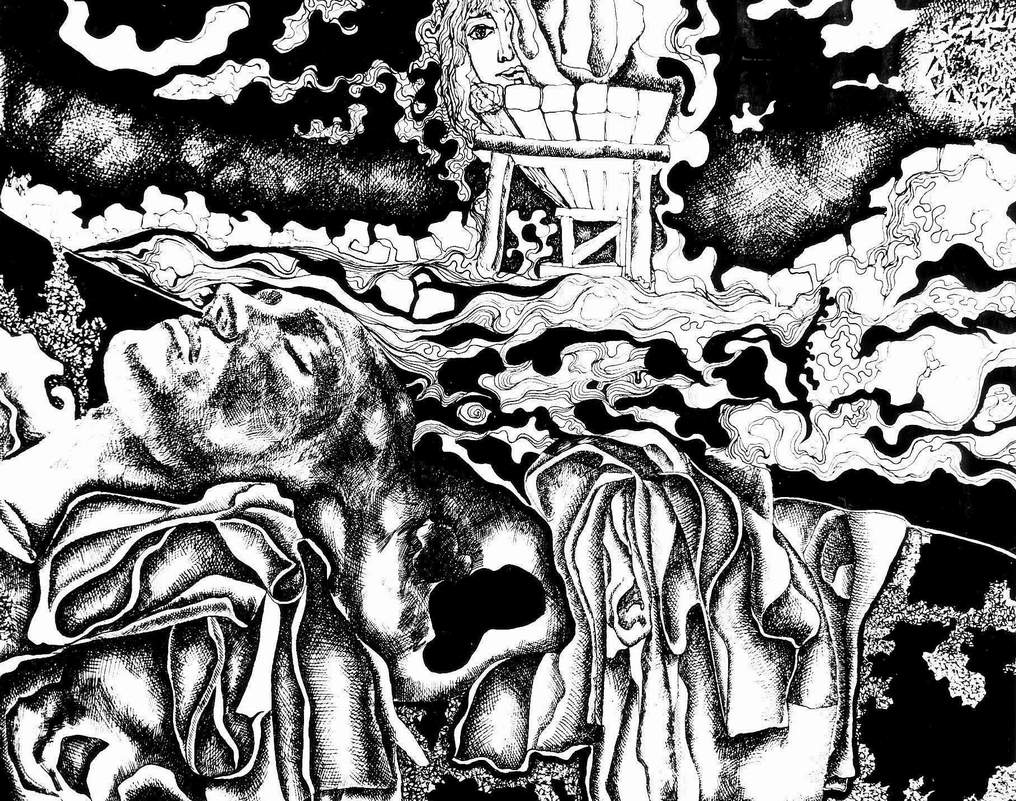
Vízparton (tus, 1973)
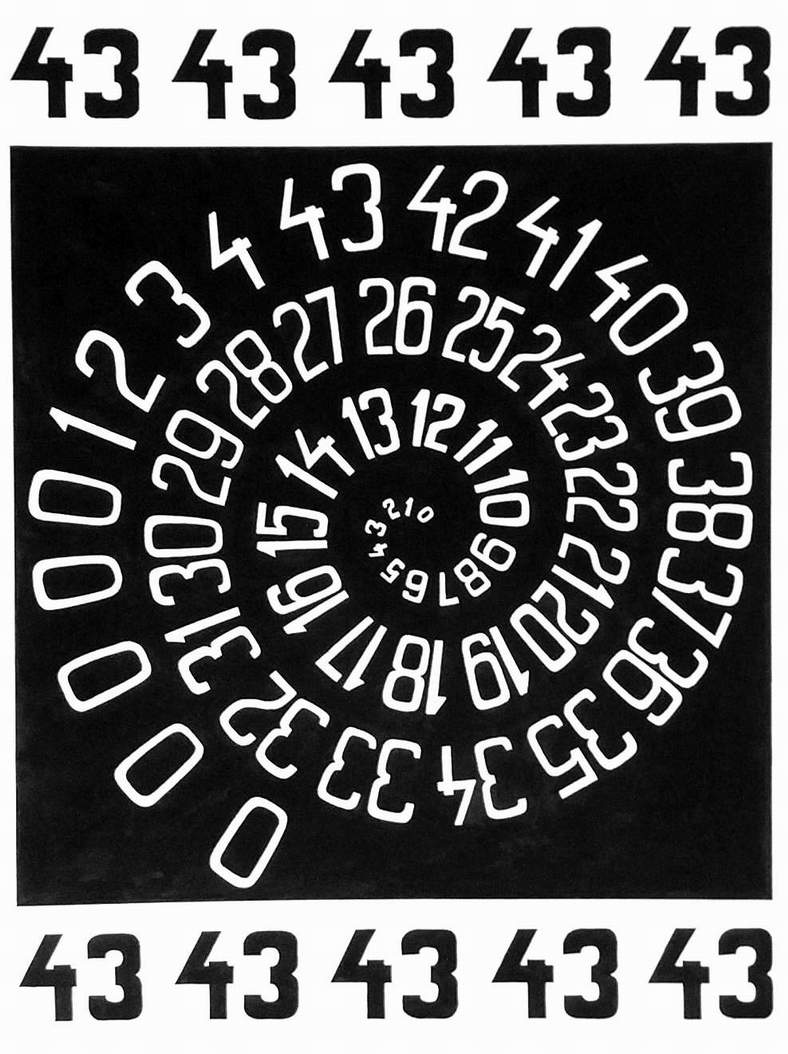
Infarktus (tus, 1984)
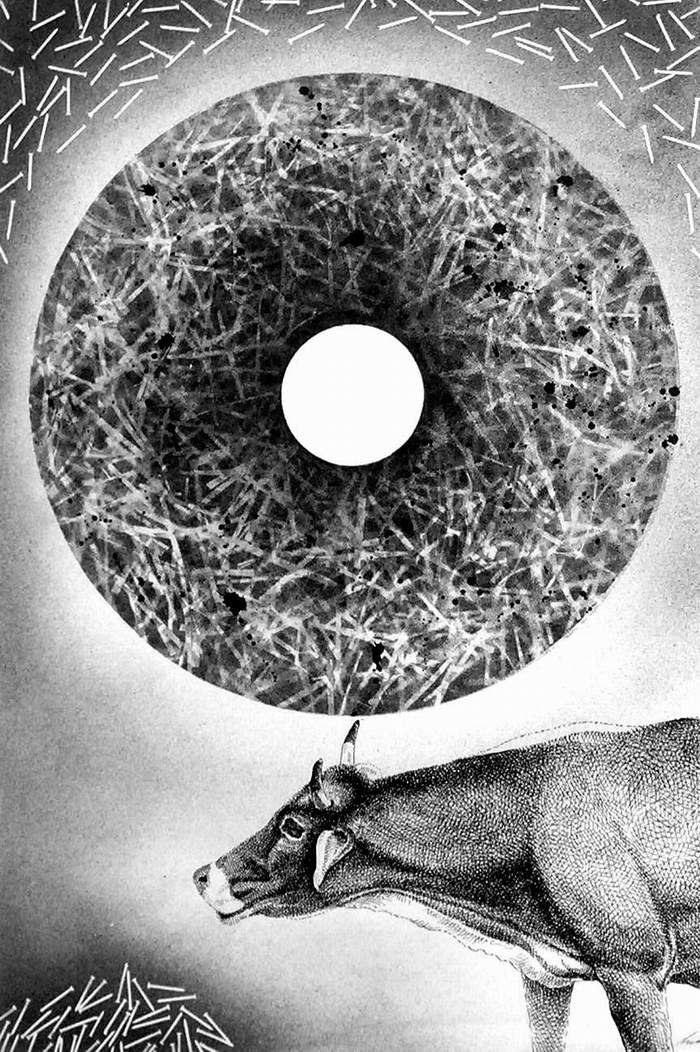
Olga és a telehold (tus, 1988)
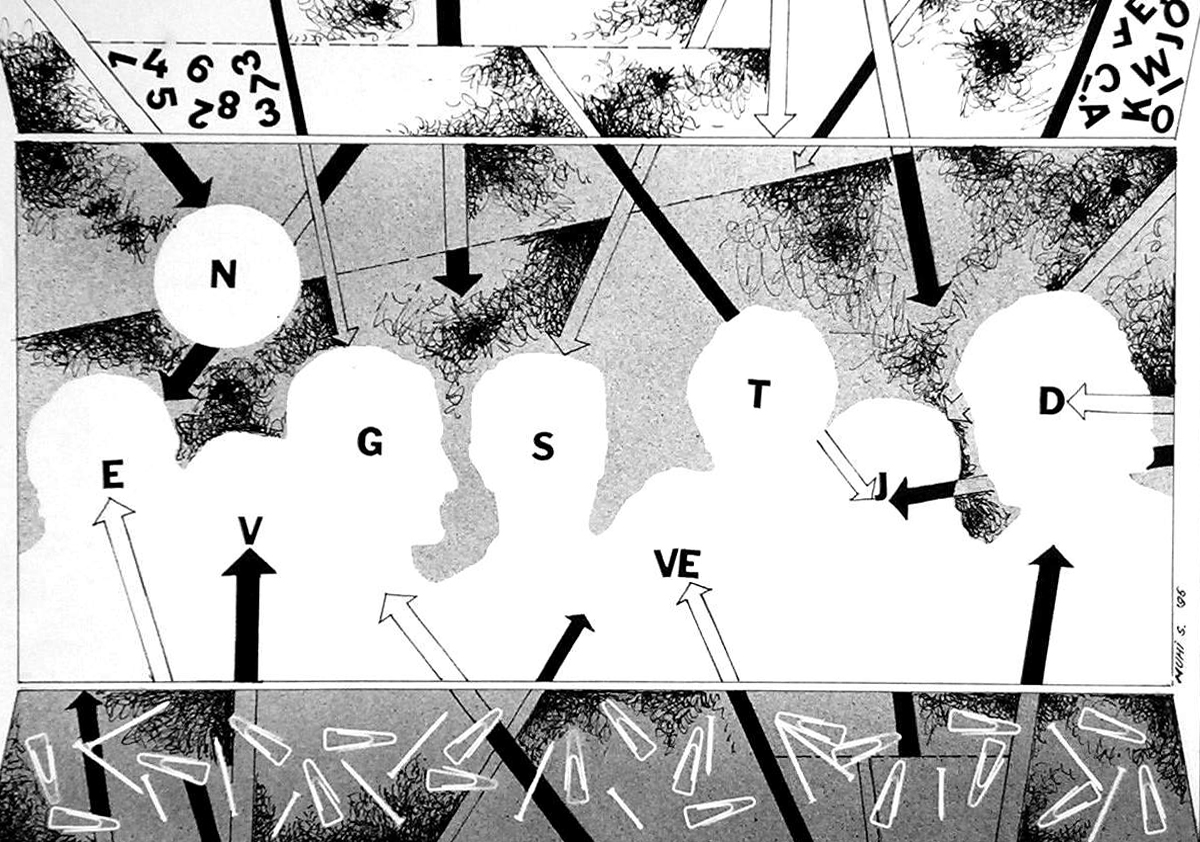
Az erdélyi csoport IV. (tus, akvarell, 1996)
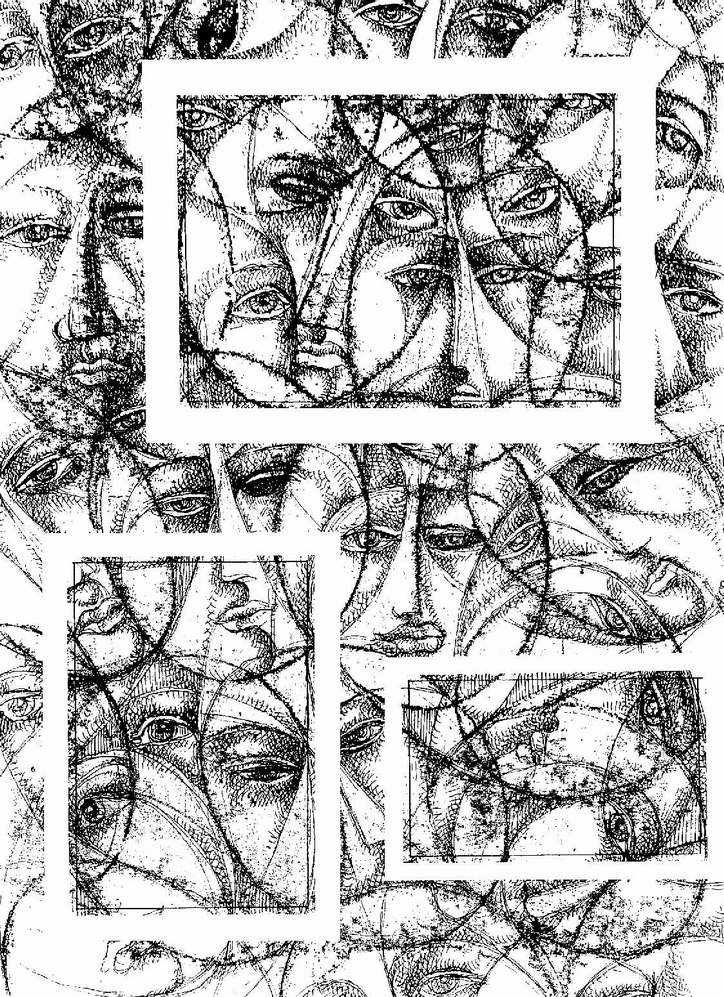
Szerelem parádé (tus, monotípia, 1999)
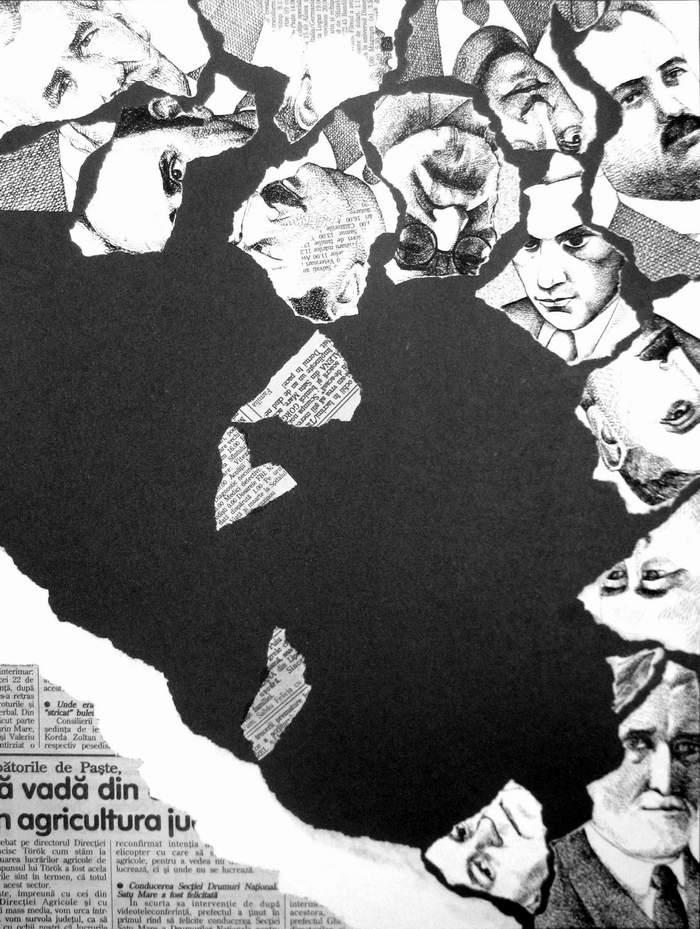
Búcsú a XX. századtól (vegyes technika, 2000)
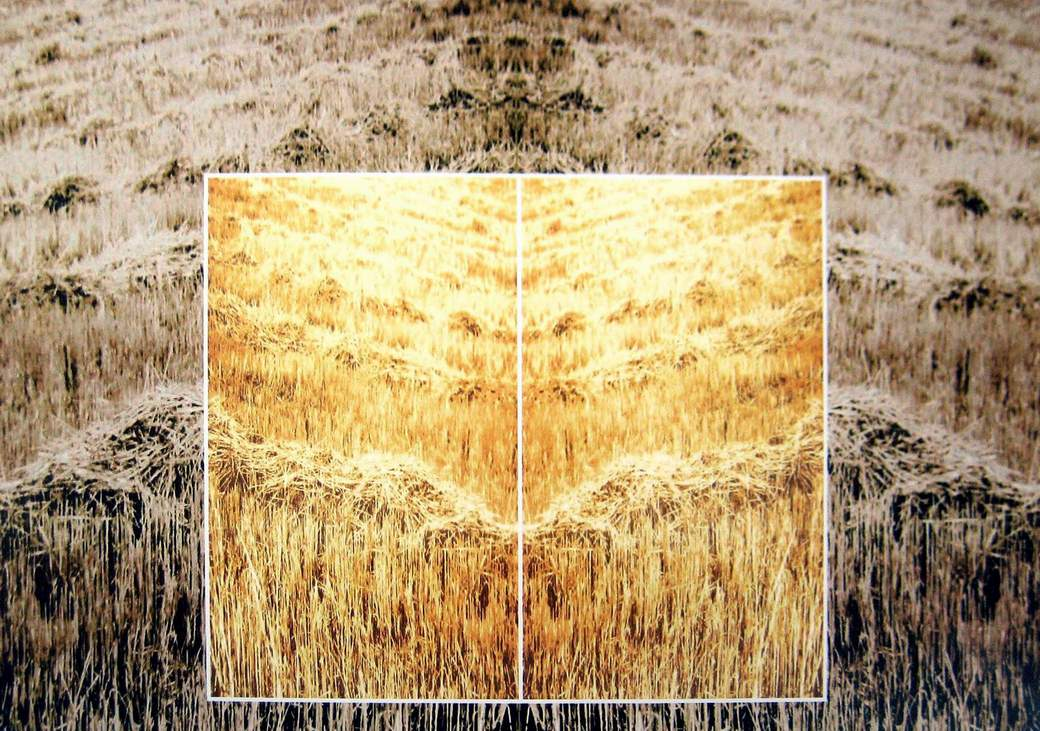
Nyár (számítógépes grafika, 2006)
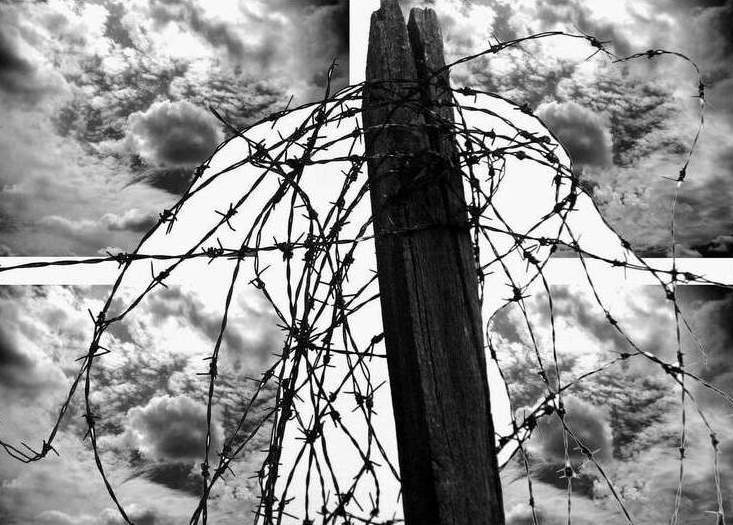
Hajnali séta (számítógépes grafika, 2009)

## Írásai (válogatás)

### Általa írt könyvek, tankönyvek, albumok
- Balla József, Kriterion, Bukarest, 1985
- Szatmári arcképek, Szatmárnémeti, 1994
- A régi Szatmárnémeti. Válogatás Janitzky Pál fotó- és képeslapgyűjteményéből; szerk. Muhi Sándor; Szent-Györgyi Albert Társaság, Szatmárnémeti, 1995 (Otthonom Szatmár megye)
- Azt írja az újság…, Szatmárnémeti, Identitas, 2000, Debreczeni Évával
- Szatmárnémeti római katolikus templomai, Kolozsvár, 2000
- Rajzoljunk együtt, Módszertani útmutató óvónők és tanítónők számára, Szatmárnémeti, 2000
- Szatmárnémeti városismertető, tankönyv a Turisztikai Technikum hallgatói számára, 2001
- A Nagykároly I. számú esperesi kerület templomai, Kolozsvár, 2002
- Szatmárnémeti (városismertető), második, bővített kiadás, Szatmárnémeti, 2003
- Képzőművészeti élet Szatmáron, Otthonom Szatmár megye, 20, Szatmárnémeti, 2004
- Nyíregyháza-Szatmárnémeti, Nyíregyháza, Grafit Nyomda „R” Kft. 2004
- Szatmárnémeti képekben (CD, 2007)
- Szatmár építészete, Hírlap Könyvek, 2008
- Szemléltetők (DVD), a kolozsvári BBTE szatmári tagozata 2009-es jubileumi évkönyvének mellékleteként sokszorosíttatta a főiskola
- Bura László–Muhi Sándor–Csiszár Klára: A Kálvária templom. 1909-2009; előszó Schönberger Jenő, ford. Mircea Teodoru, Román János, Schmidt Erika; Profundis, Szatmárnémeti, 2009
- 20 éves a Hejcei Nemzetközi Alkotótábor (album és CD, 2010)
- Szatmári szobrok, emléktáblák; Státus, Csíkszereda, 2010
- Mezei József; Pallas-Akadémia, Csíkszereda, 2015

### Cikkek, tanulmányok
- Hétköznapi esztétika (Ágopcsa Mariannával, Szatmári Hírlap, 1978-1985)
- Játszani is engedd (A Hét évkönyve, 1986)
- Erdős I. Pál emlékkiállítása (az 1987-ben írt monográfia alapján, Szatmári Hírlap, 1989, VII 20, 21, 22)
- Paródiák (Szatmári Friss Újság, 1990)
- Molnár Dénes (előszó az 1992-es katalógushoz)
- Leltár (Látó, 1994)
- Városnéző séta Szatmárnémetiben (A Friss Újság évkönyve, 1997)
- Gazdagok vagyunk (Római Katolikus Naptár, 2000)
- A szatmárnémeti újközpont (A Friss Újság évkönyve, 2000)
- A nagykárolyi Kalazanci Szent József templom (Római Katolikus Naptár, 2001)
- A Várdomb utcai zsinagóga, Azt olvastam… (A Friss Újság évkönyve, 2001)
- 1992–2001 (Tízéves a Kölcsey Ferenc Véndiákszövetség)
- Kaplony római katolikus templomai (Római Katolikus Naptár, 2003)
- Kiállítás a 08-as teremben (A Kölcsey Ferenc Főgimnázium évkönyve, 2004)
- Építészeti stílusok Szatmárnémetiben (Informația de Duminică, 2004)
- Alkotó pedagógusok (Magiszter, 2006)
- Tanulj, hogy taníthass (Magiszter, 2007)
- Tanulásról, átélésről, kötődésről (Magiszter, 2008)
- Híres műhelyek, alkotók a Szatmári római katolikus egyházmegyében—cikksorozat (a Szatmári Hírlap melléklete, 2006-2008)
- Szatmári építészet és egyházművészet (Hám János, 2007)
- Szatmári építészet és egyházművészet (Meszlényi Gyula, 2008)
- Illusztrációk gyermekeknek (Magiszter, ősz-tél, 2008, Csíkszereda)
- Reformpedagógiai műhelyeinkről I. (Magiszter, tavasz, 2009, Csíkszereda)
- Szatmári szobrok, emléktáblák, cikksorozat (Szamos hetilap, 2009, Szatmárnémeti)
- Egy DVD története (a BBTE szatmári tagozatának jubileumi kiadványában közölt tanulmány, 2009. Csíkszereda)
- Apáczai-díjas szatmári tanárok, A harmadik (A Kölcsey Ferenc Főgimnázium évkönyve, 2009. Szatmárnémeti)
- A Kálvária templom építészeti-művészeti bemutatása (A Kálvária templom 1909-2009, Szatmárnémeti, 2009)
- Hejcei körkép 2009 (Rovás, Szlovákia, 2009)
- Vannak reformpedagógiai műhelyek II. (Magiszter, Csíkszereda, 2009. nyár)
- Az idén is megünnepeljük a Karácsonyt Erdélyben (Őrszavak, 2009)
- Vizsgázunk (Magiszter, 2009. ősz/tél)
- Ornamentika Szatmárnémetiben (Szamos, 2010. Szatmár)
- A rajztanítás mérföldkövei I. (Magiszter, 2010. tavasz)
- Műkritika, cikksorozat (Szamos, 2010)
- Európa nagy múzeumai, cikksorozat (Szamos, 2010)
- Útkeresés (Vannak reformpedagógiai műhelyeink), tanulmány (A BBTE szatmári tagozatának kiadványa, 2010, Csíkszereda)
- A rajztanítás mérföldkövei II. (Magiszter, 2010. ősz)
- 1997-2008 között felmérte a Szatmári római katolikus egyházmegye képzőművészeti  értékeit, valamint a püspöki képtár anyagát, ezekről átfogó tanulmányt készített (kéziratban és elektronikus változatban a püspökségen).
- Az ismeretlen Olajos Béla (Magiszter, 2010. tél)
- Gondolatok a gyermekrajzok olvasatairól (Magiszter, 2011. tél)
- Reform (magyaroktatas.ro, 2011)
- Dobozok versenye (magyaroktatas.ro, 2011)
- Képzőművészeti nevelés (A Kölcsey Ferenc Főgimnázium 2009-2011-es évkönyve)
- Az óvodai környezetről és díszítésről (Magiszter, 2011. nyár)
- Mezei József; Pallas-Akadémia, Csíkszereda, 2015

## Díjak, elismerések
- Szent-Györgyi Albert–emlékportrédíj (1994)
- Ezüstgyopár-díj (2003)
- Apáczai-díj (2004)
- Dr. Scheffler János-díj (2004)
- Gh. Lazăr Diploma, I. osztály (2007)
- A Hejcéért cím tulajdonosa (2010 óta)
- Apáczai-díj ezüst fokozata (2010)